# Museu Arqueológico Nacional de Florença

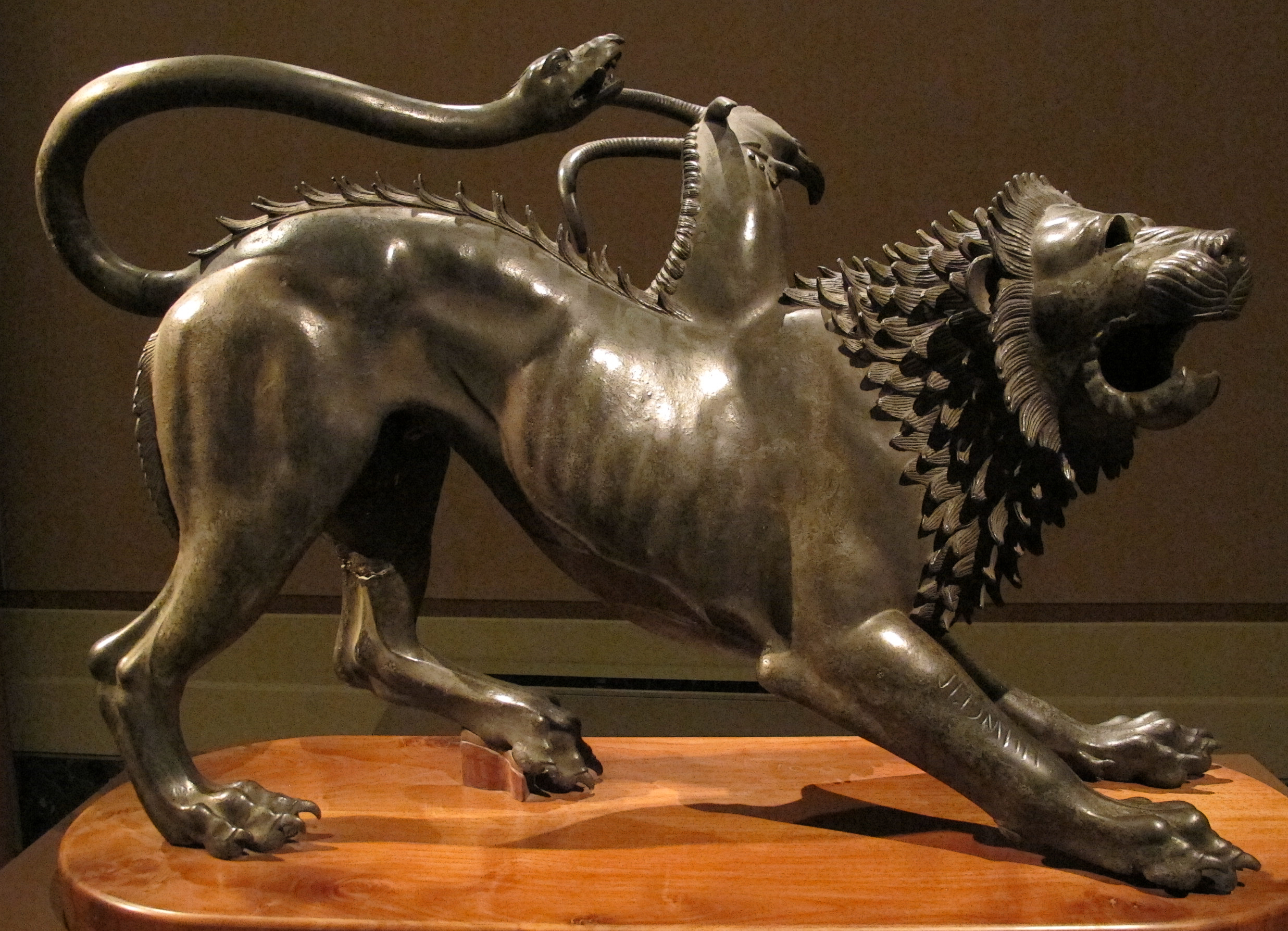
A Quimera de Arezzo, peca icônica do Museu.

O Museu Arqueológico Nacional de Florença é um museu italiano localizado na Via della Colona 38, em Florença. Possui uma rica coleção de arte etrusca, egípcia e greco-romana. Está instalado no Palazzo della Crocetta, um palacete erguido em 1620 para a Princesa Maria Madalena de Médici, irmã de Cosmo I. O projeto do edifício foi de Giulio Parigi.

## Origem
O Museu foi formado com a fusão de duas importantes coleções de arte antiga: O Museu Egípcio, estabelecido desde 1855 no Mosteiro de Fuligno, e o Museu Etrusco, criado em 1870 no mesmo local. Com a expansão dos acervos criou-se a necessidade de espaços maiores e as obras de ambos os museus foram transferidas para a sede atual em 1880, passando a formar uma única instituição, embora as coleções continuem preservando uma relativa autonomia.

## Arte etrusca

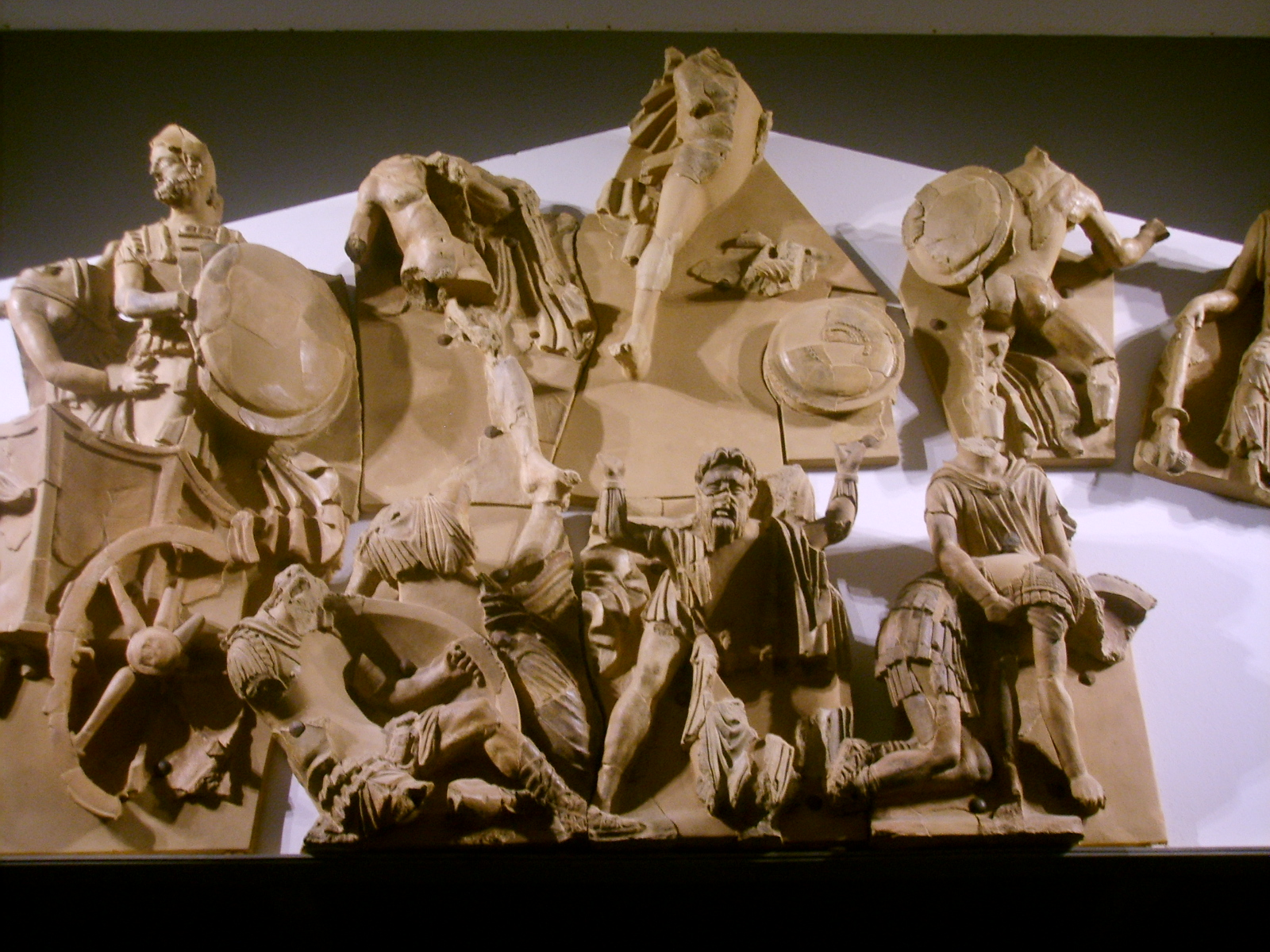
Frontão de Talamon

Em 1897 foi instituída uma seção especial chamada Museu Topográfico da Etrúria, formando a mais importante coleção de arte etrusca do mundo, com novos achados provenientes de escavações realizadas no século XIX. Instalada no térreo do palácio, esta seção sofreu graves danos na enchente de 1966. O restauro das obras se estendeu ao longo dos 40 anos subsequentes, e os espaços originais ainda não foram completamente recuperados.
A peça talvez mais importante na seção etrusca é a famosa Quimera de Arezzo (século IV a.C.), encontrada em escavações no século XVI. Foi restaurada erroneamente por Benvenuto Cellini, que reconstituiu a cauda serpentina em uma posição indevida. Outra obra importante é o Arringatore (século I a.C.), um retrato do nobre Aule Metelle com toga romana, encontrado em 1566 perto do lago Trasimeno.
A maior parte das outras obras são de estatuária fúnebre, como a Mater Matuta (c. 455 a.C.), encontrada nas Termas de Chianciano, uma estatueta da deusa Aurora, a Urna Bottarone, de alabastro e policromia, o sarcófago de Laércia Seianti em terracota (século II a.C.), a Ânfora Baratti (século IV), em prata, decorada com cerca de 130 pequenas figuras de heróis e deuses. Também são notáveis o Sarcófago das Amazonas (século IV a.C.) e o Sarcófago do Obeso de Chiusi (século II a.C.), além de diversas pequenas urnas cinerárias helenísticas em terracota e alabastro, encontradas em Chiusi e Volterra.
Outras peças interessantes são leões decorativos da Toscana e de Bolsena, fragmentos decorativos de um templo em Norchia, estatuetas votivas, espelhos, elmos, armaduras e armas. No jardim são reconstituídas algumas tumbas como apareciam em seus sítios originais, destacando-se a Tumba Inghirami.

## Arte greco-romana

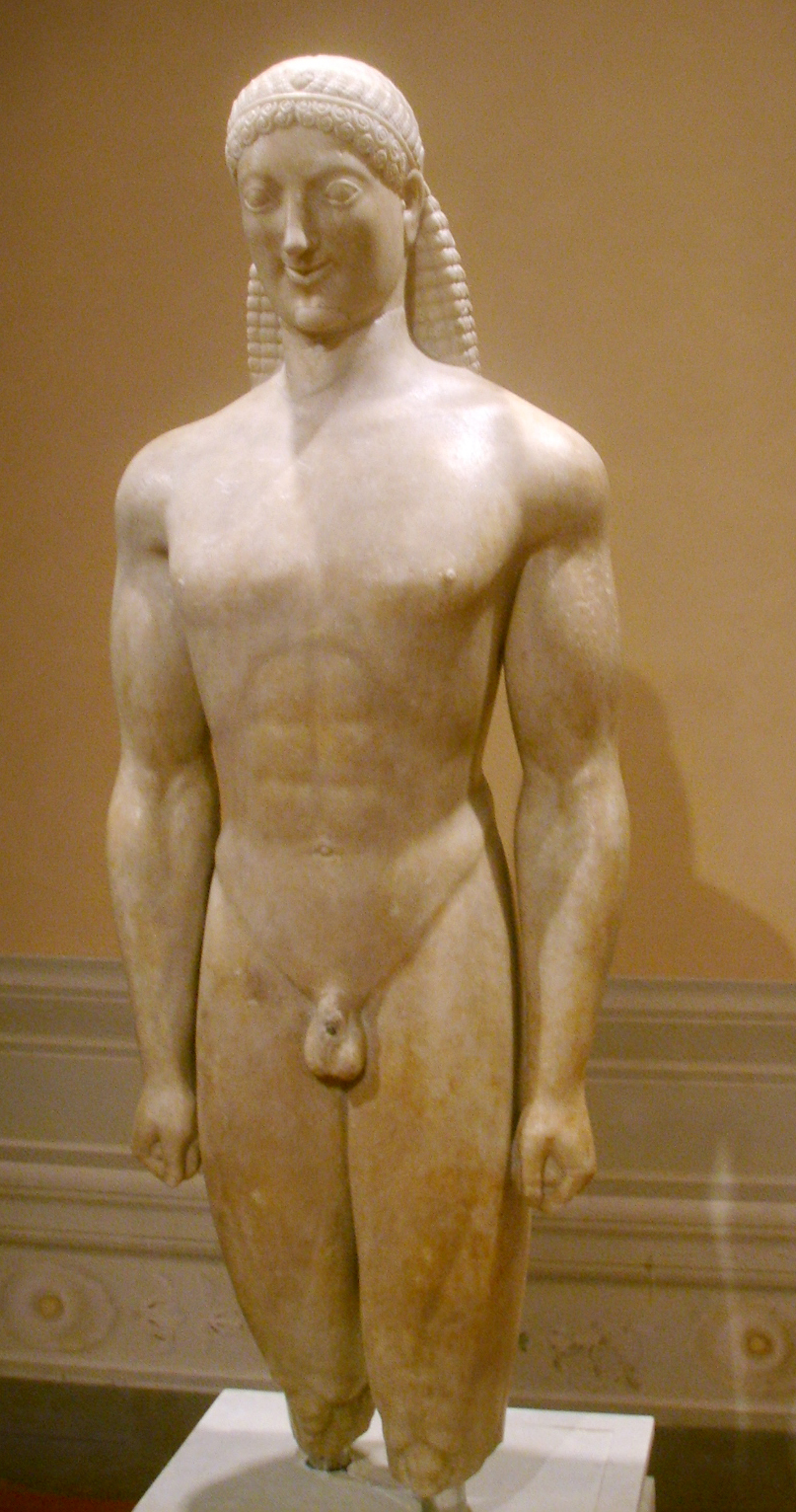
O Kouros Milani

O museu possui uma grande variedade de obras gregas em bronze e mármore originárias da coleção Médici e dos Uffizi, incluindo a Cabeça Equina Médici-Riccardi, talvez parte de um monumento equestre helenístico e que inspirou Donatello e Verrocchio para seus monumentos equestres, o Kouros Milani, o Torso de Livorno (século V a.C.), a Minerva de Arezzo, em cópia romana de original possivelmente de Praxíteles, e o Idolino, também cópia romana, encontrado em 1530 em Pesaro, e que foi um dos modelos mais copiados na produção escultórica renascentista. Também são expostas réplicas renascentistas de obras clássicas, como a Tique de Antioquia, da escola de Lísipo, uma Amazona do período clássico, além de uma série de estatuetas diversificadas.
Também a seção de cerâmicas gregas é digna de nota, em grande parte provenientes de tumbas etruscas, o que assinala o intenso intercâmbio cultural da península italiana com a Grécia desde tempos antigos. Dos vasos destaca-se o Vaso François (c 570 a.C.), nome do arqueólogo que o descobriu em 1844 em uma tumba etrusca de Chiusi, assinado por Ergótimo (ceramista) e Clítias (pintor). Outros itens preciosos são uma hídria assinada pelo Pintor de Meidias (c. 550 a.C.) e as taças dos Pequenos Mestres (c. 550 a.C.), assim denominadas pelas diminutas figuras pintadas.
A arte romana está representada por elmos, fragmentos de estatuária, estatuetas de crianças e figuras grotescas teatrais, onde são mais importantes o retrato de Lívia Drusila, esposa de Augusto, uma cabeça de Tibério, o retrato de Faustina Menor, esposa de Marco Aurélio, e o único retrato existente em bronze de Antínoo. É de especial interesse a grande coleção de camafeus.
Outras seções importantes do museu são a coleção de numismática, com moedas e medalhas, a coleção oriental, com peças da Turquia, Iraque, Irã e Síria, que vão da Pré-História à Idade Média, e a coleção pré-helênica, incluindo itens das civilizações egeias de Chipre, das ilhas Cíclades, de Rodes e da Grécia continental.

## Museu Egípcio

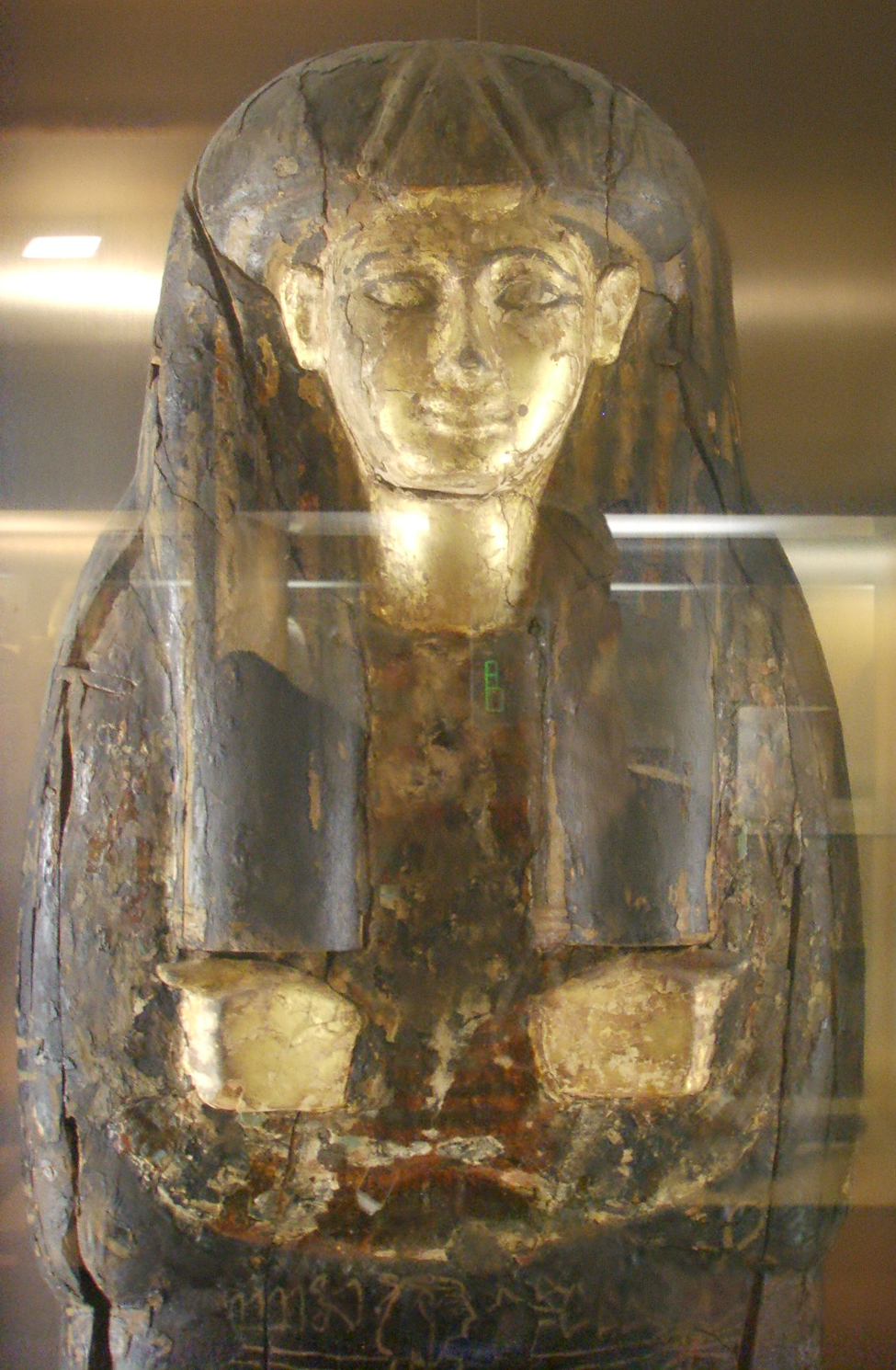
Sarcófago egípcio

Esta seção do Museu Arqueológico é a segunda maior reunião de peças egípcias na Itália, logo atrás do acervo do Museu Egípcio de Turim. As origens da coleção remontam ao século XVIII, iniciada pela família Médici. No século XIX foi grandemente ampliada com aquisições realizadas por Leopoldo II, então Grão-Duque da Toscana, que participou do financiamento de uma expedição científica ao Egito entre 1828 e 1829, liderada por Champollion, e tendo Ippolito Rossellini como representante dos interesses italianos. A expedição coletou inúmeros artefatos, tanto em escavações como no mercado de antiguidades egípcio. Em seu retorno, as peças foram divididas entre a Itália e a França, a outra parte interessada, sendo o lote italiano destinado à criação de um Museu Egípcio, aberto ao público somente em 1855.
Seu primeiro diretor foi Ernesto Schiaparelli, que catalogou as peças reunidas até então e supervisionou a sua transferência para a nova sede em 1880, além de organizar novas expedições para o Egito. Contudo, parte do material obtido passou para o museu de Turim quando Schiaparelli lá assumiu a direção. Depois a coleção continuou a crescer com doações de colecionadores e instituições científicas, especialmente do Instituto de Papirologia de Florença, que contribuiu com uma das mais importantes coleções de textos coptas do mundo.
Atualmente o Museu Egípcio conta com cerca de 14 mil itens em seu acervo, que cobre desde a Pré-história até a era copta. Os períodos dos reinos Antigo e Médio são representados por vasos, estelas e estátuas, especialmente interessantes as representando servos da cultura do trigo e da produção de cerveja. Também existem relevos de reis e deuses, tecidos, objetos de uso doméstico e objetos encontradas em necrópoles reais em Sacará, e o grande carro de guerra em condições quase intactas. Os períodos mais recentes trazem tumbas, sarcófagos, múmias e uma profusão de outros itens.
A arte copta é ilustrada por achados de Antinoe, com túnicas, mantos, tecidos diversos, calçados e fragmentos de decoração.

## O prédio histórico
O Palazzo della Crocetta foi construído a partir de 1620 como um refúgio para Maria Madalena de Médici, que nasceu com deformidades físicas. Em função disso os espaços do palácio foram desenhados de modo a não criar excessivas dificuldades para sua locomoção, incluindo passagens elevadas sem escadas e corredores especiais que interligavam o palácio com prédios vizinhos, incluindo a Basílica da Santíssima Anunciada, onde a desventurada dama podia assistir missa sem ser percebida pelos outros atrás de uma galeria gradeada.
O Grão-Duque Pedro Leopoldo de Lorena o fez ampliar para ser sua residência de verão e servir como casa de hóspedes notáveis. Após 1737 tornou-se residência do Príncipe Marco di Beuvau de Craon, Grande de Espanha e ministro plenipotenciário de Francisco Estevão de Lorena, e mais tarde Primeiro-Ministro de Pedro Leopoldo. O jardim data da primeira metade do século XVII, preservando ainda muito de suas características originais.

## Galeria

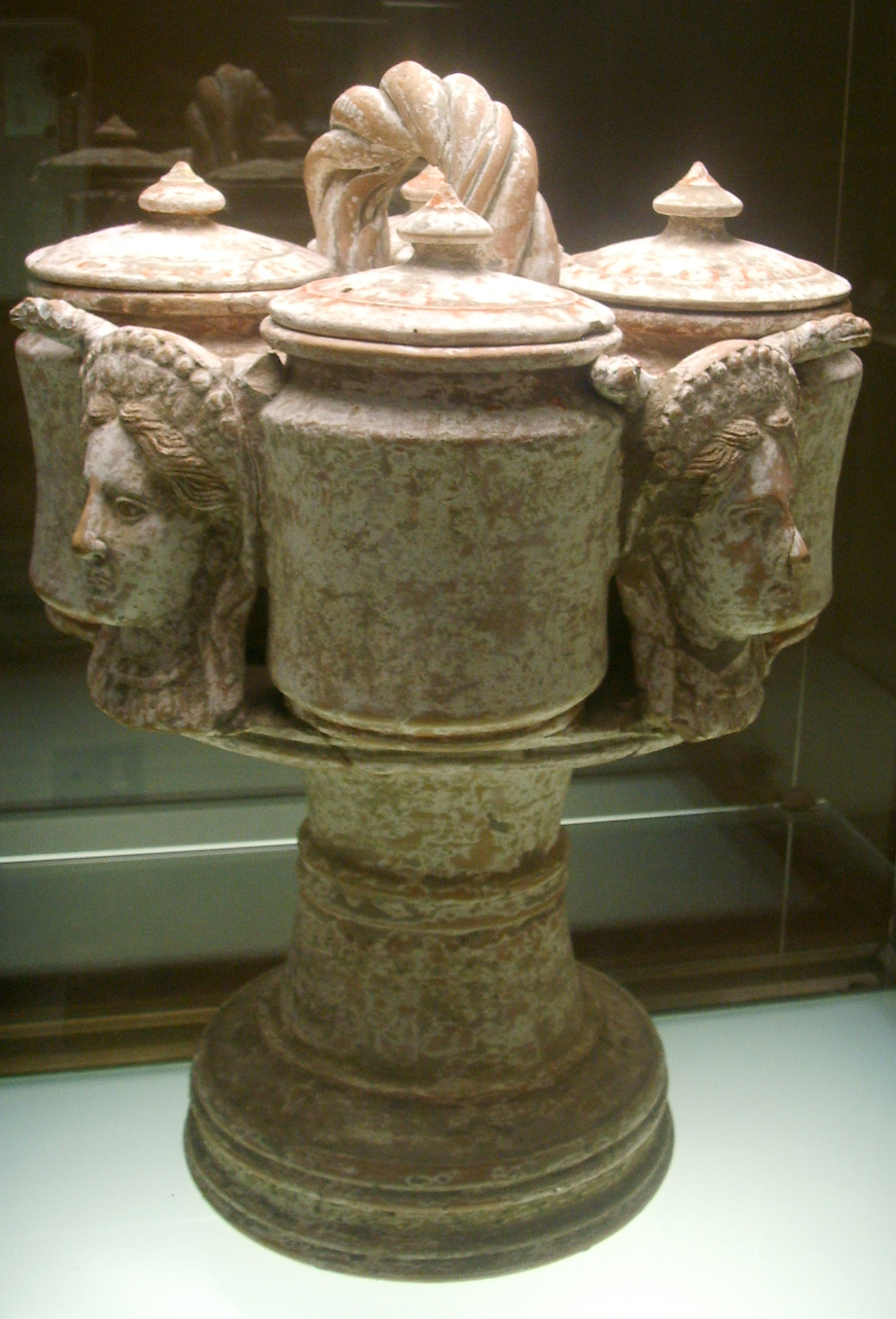
Cerno de Orvieto, arte etrusca
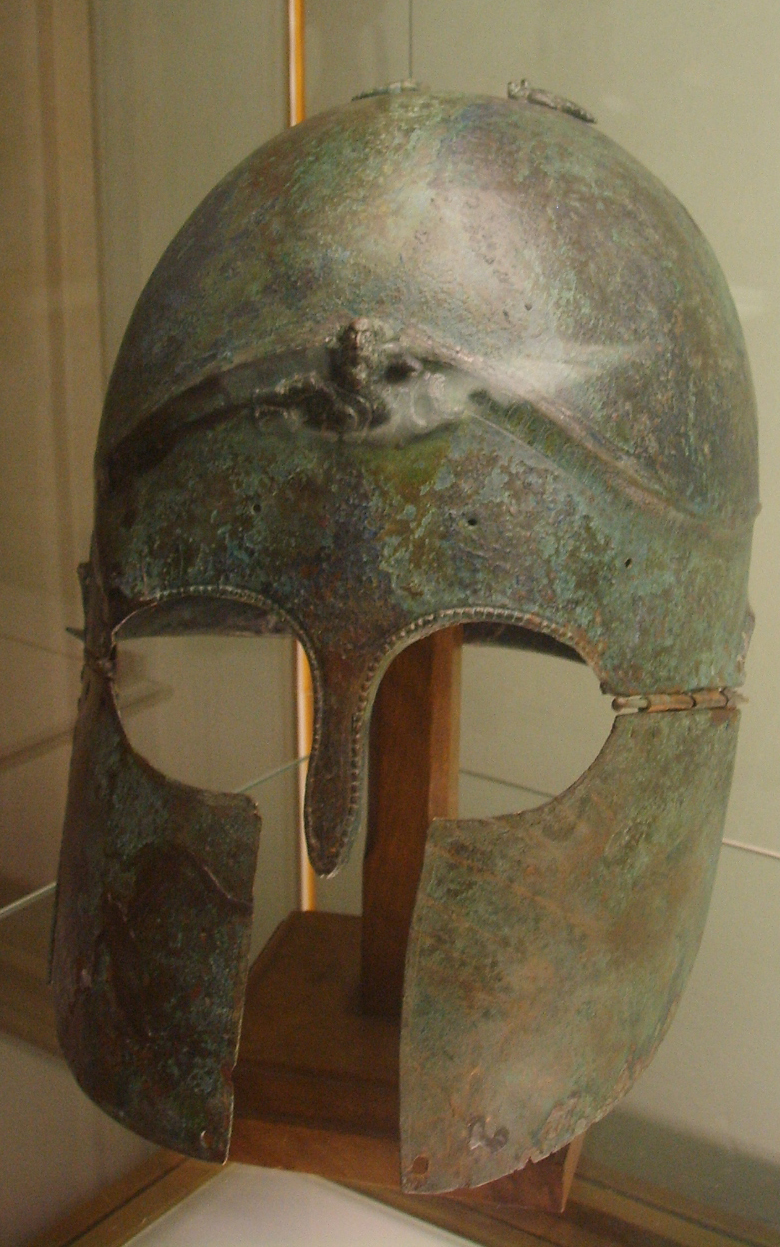
Elmo, arte etrusca
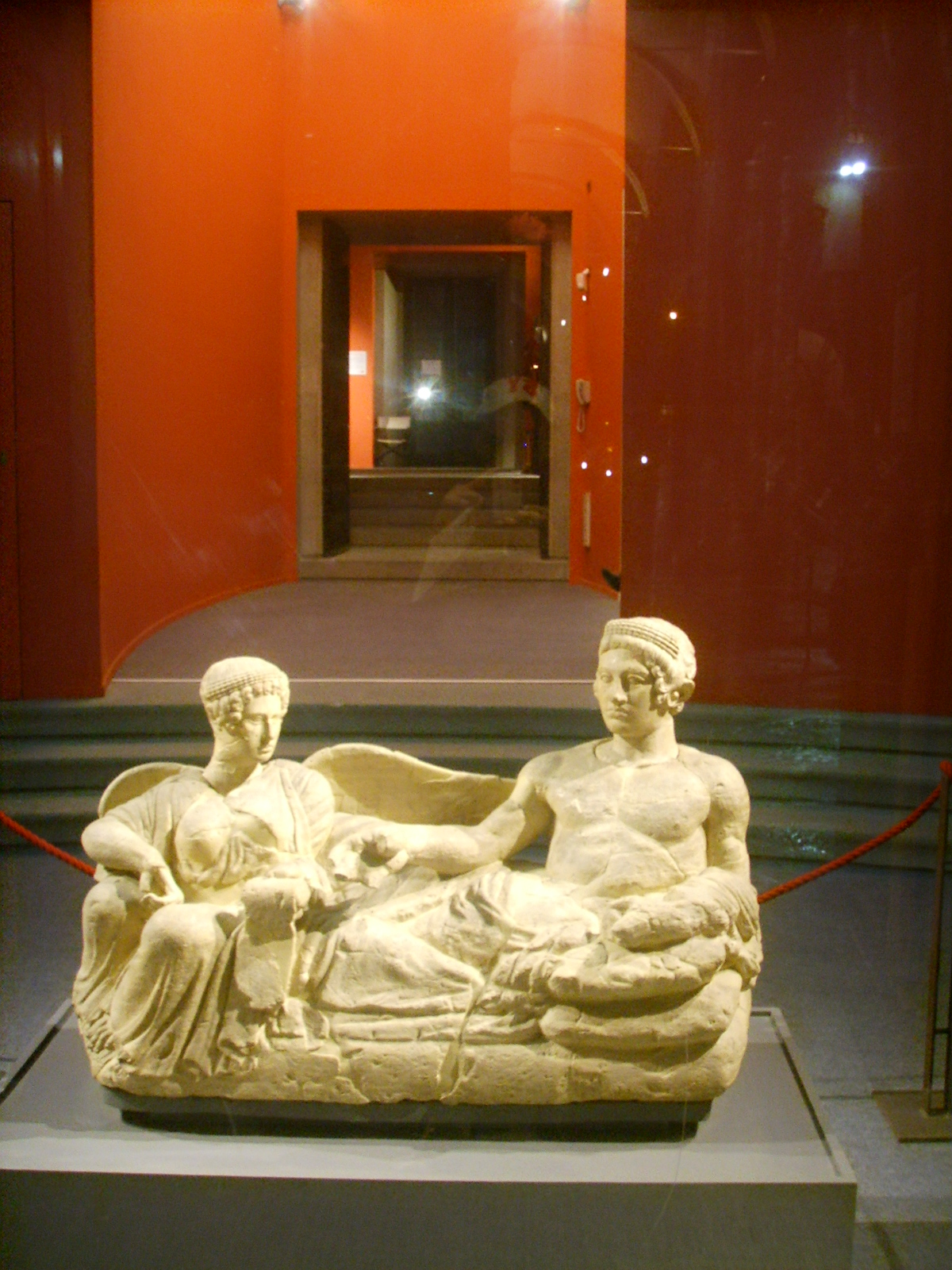
Terracota funerária etrusca
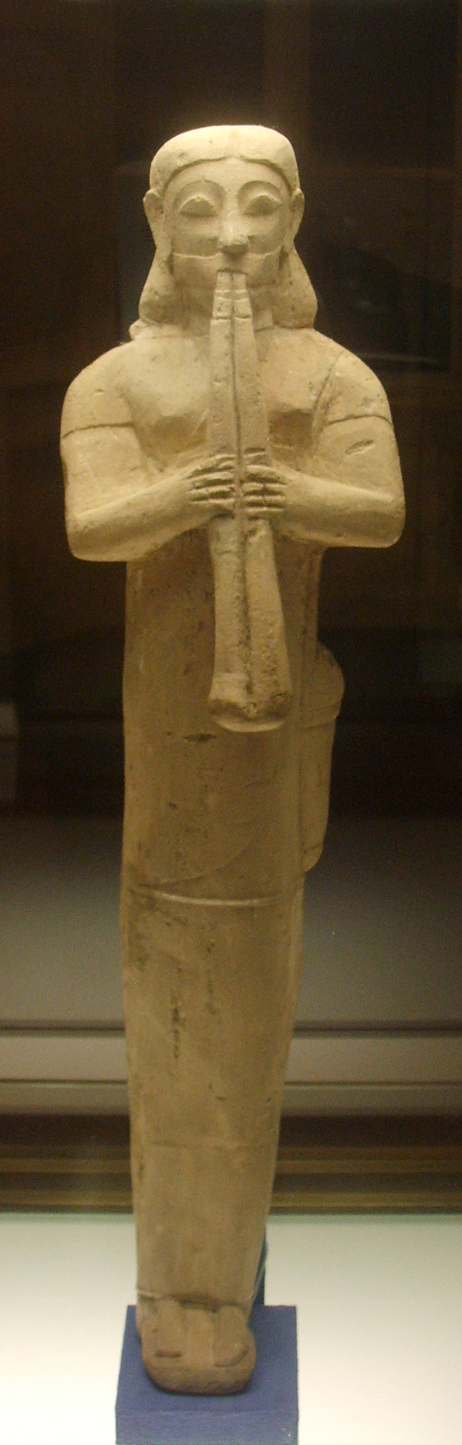
Flautista, Chipre

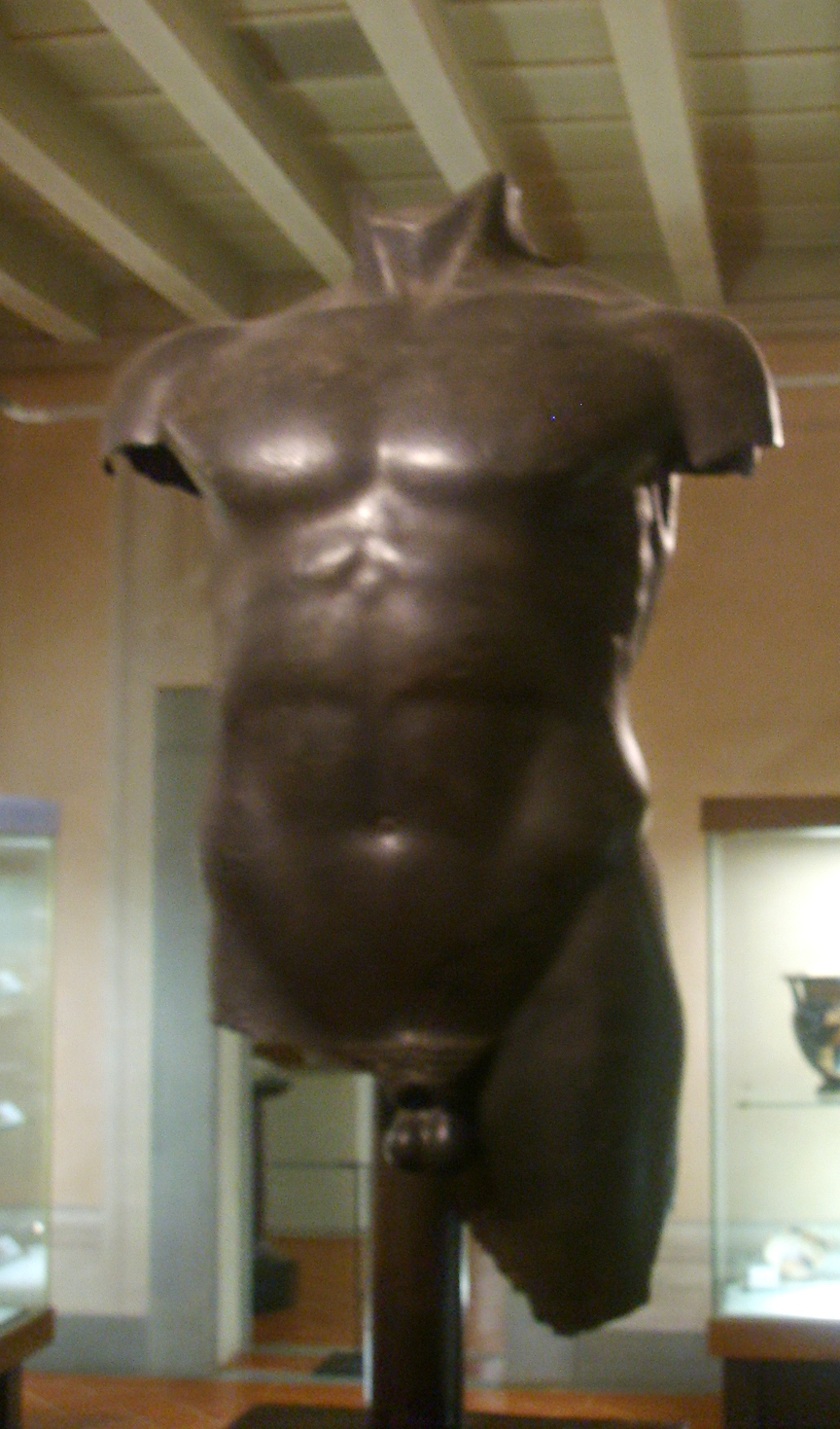
Torso em bronze, Grécia
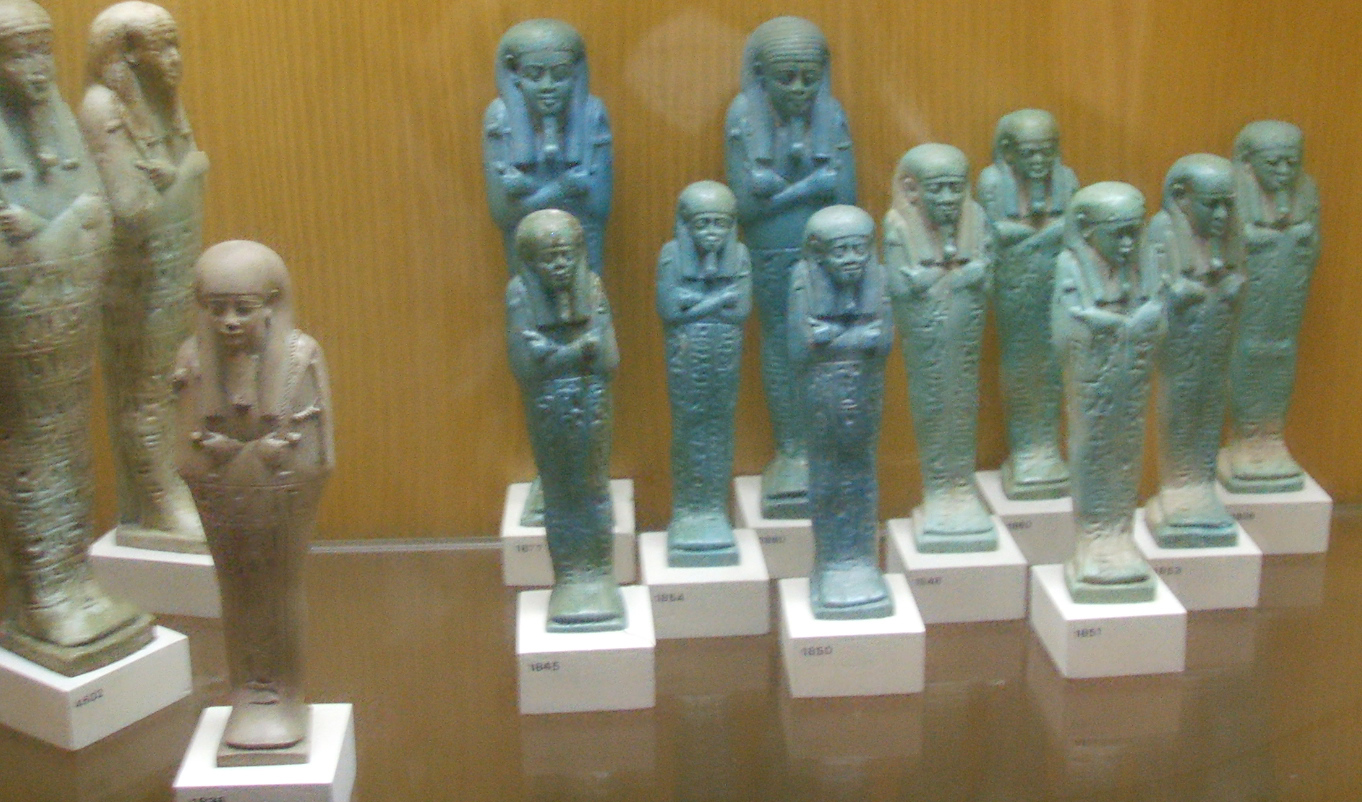
Estatuetas votivas egípcias
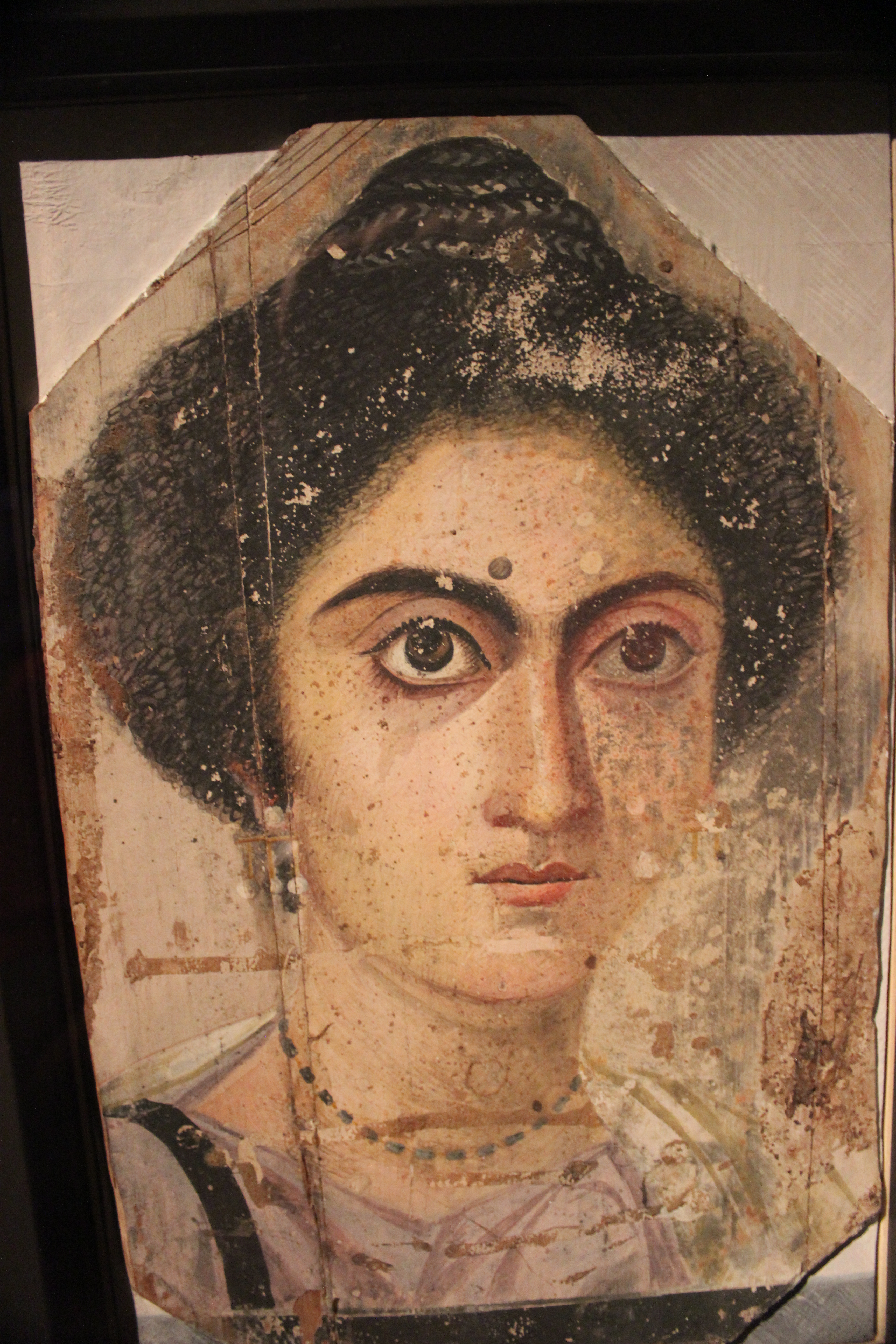
Retrato egípcio helenista
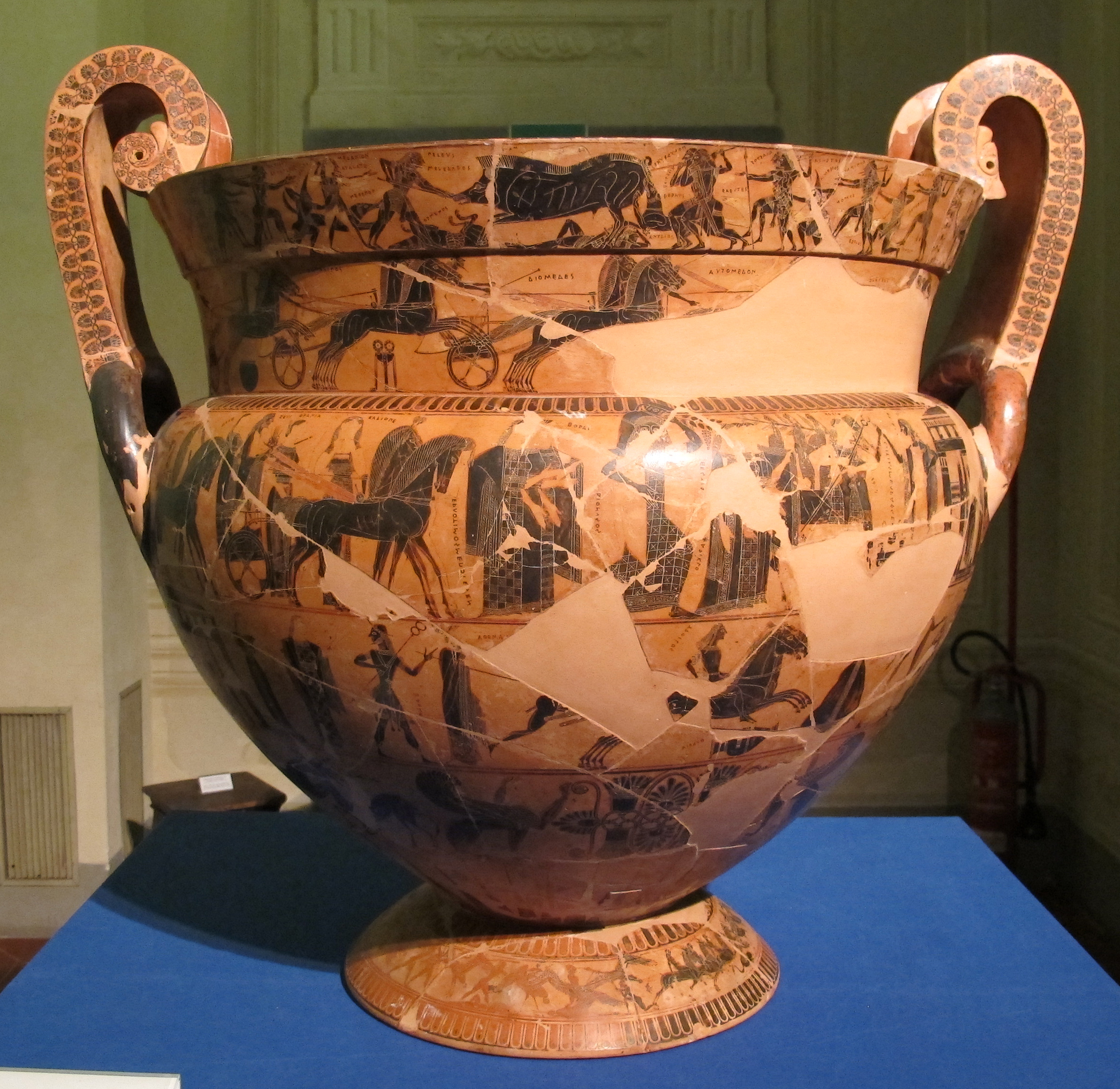
O Vaso François, obra-prima da cerâmica grega